# Pat Frank
Pat Frank (né le 5 mai 1908 et mort le 12 octobre 1964) est le nom de plume de l'écrivain, journaliste et consultant Harry Hart Frank. Il est l'auteur d’œuvres telles Alas, Babylon (en), Mr. Adam (en), Hold Back the Night (en) et Forbidden Area.

## Biographie
Frank naît à Chicago en 1908. 
Il travaille pour plusieurs journaux ainsi que pour des agences privées et gouvernementales. En début de carrière, il habite surtout l'État de New York et Washington, avant d'être envoyé outre-mer lors de la Seconde Guerre mondiale. À ce moment, il travaille pour l'Office of War Information et est amené à se déplacer en Italie, Autriche, Allemagne et Turquie. 
Il meurt le 12 octobre 1964 à Jacksonville (Floride) d'une pancréatite aiguë à l'âge de 56 ans.